# 조병호 (1847년)
조병호(趙秉鎬, 1847년 ~ 1910년)은 조선 후기, 대한제국, 일제강점기 초기의 정치인이다. 본관은 임천(林川). 자는 덕경(德卿)이고, 시호는 문헌(文獻)이다. 아버지는 참판 조기진(趙基晉), 형은 판돈녕원사 조경호(趙慶鎬)이다

## 생애
1866년에 문과에 급제했다. 1869년 서장관(書狀官)으로 청나라에 다녀왔으며, 1870년 홍문관 응교가 되었다. 1872년 동부승지, 1879년 성균관 대사성, 1880년 이조참의를 거쳐, 1881년 수신사로 일본에 가서 관세문제를 논의하고 돌아와 개화 사상을 갖게 되었다.
1882년 도승지·이조참판에 올라, 임오군란 당시 일본공사 하나부사(花房義質) 일행을 장악원으로 피신시켜 보호조처하였다. 민비의 국상 발표에 반대하였고, 청군(淸軍) 입성시에는 오장경(吳長慶)의 영접관(迎接官)이 되어 안내하였다.
1883년 안동부사가 되어 동래민란과 성주민란의 안핵사(按覈使)를 겸임하며 민란을 진압하였다.
1884년에 김옥균, 박영효, 서광범, 서재필, 홍영식 등이 일으킨 갑신정변이 진압당하고 홍영식, 박영교 등이 청군에게 살해당한 뒤 박영효, 서광범, 서재필, 김옥균, 이규완 등이 일본으로 망명하자 서상우와 함께 일본 정부에 이들을 소환할 것을 요청하기도 하였다.
1885년 공조판서와 예조판서, 한성부판윤을 역임하고, 1886년 다시 예조판서가 되었다. 1889년 의정부 우참찬과 한성부판윤을 지내고, 이듬해 다시 예조판서를 역임한 뒤, 1892년 충청도 관찰사가 되었다.
1894년 경상도 관찰사가 되고, 1895년 장례원경(掌禮院卿)·궁내부특진관을 거쳐 1897년 탁지부대신·학부대신이 되었다. 1904년 내부대신을 역임하고, 1906년 의정부의정대신이 되었다. 시호는 문헌(文獻)이다.